# Hugh Plaxton
Hugh John Plaxton  (Barrie, 16 mei 1904 - Mississauga, 1 december 1982) was een Canadese ijshockeyspeler. 
Plaxton speelde vanaf 1925 voor de Toronto Graduates en won met die ploeg in 1927 de Allan Cup en mocht om die reden met zijn ploeg Canada vertegenwoordigen op de Olympische Winterspelen 1928 in het Zwitserse Sankt Moritz. Plaxton dreigde de spelen de boycotten als zijn broer Herbert en neef Roger geen deel zouden uitmaken van de ploeg. Beiden mochten vanwege Plaxton zijn actie deelnemen aan de spelen. Plaxton scoorde in drie wedstrijden twaalfmaal, Plaxton won met het team de gouden medaille.